# Rugby (Dacota do Norte)
Rugby é uma cidade localizada no estado norte-americano de Dacota do Norte, no Condado de Pierce. A cidade foi fundada em 1886. O centro geográfico da América do Norte está localizada em Rubgy. É a sede de condado de Pierce.

## Demografia
Segundo o censo norte-americano de 2000, a sua população era de 2939 habitantes.
Em 2006, foi estimada uma população de 2647, um decréscimo de 292 (-9.9%).

## Geografia
De acordo com o United States Census Bureau tem uma área de
5,0 km², dos quais 5,0 km² cobertos por terra e 0,0 km² cobertos por água. Rugby localiza-se a aproximadamente 472 m acima do nível do mar.

## Localidades na vizinhança
O diagrama seguinte representa as localidades num raio de 32 km ao redor de Rugby.